# Jaramillo (Chiriquí)
Jaramillo es un corregimiento del distrito de Boquete en la provincia de Chiriquí, República de Panamá. La localidad tiene 2.655 habitantes (2010).